# Noctua solani
Noctua solani là một loài bướm đêm trong họ Noctuidae.